# Ізотов Сергій Петрович
Сергій Петрович Ізотов (30.06.1917-6.05.1983) — радянський вчений і конструктор авіаційних двигунів. Генеральний конструктор Ленінградського НВО імені В. Я. Климова. Герой Соціалістичної Праці. Лауреат Ленінської премії, Сталінської премії першого ступеня і Державної премії СРСР. Заслужений діяч науки і техніки РРФСР. Доктор технічних наук (1968). Кандидат в члени-кореспонденти АН СРСР. Автор 30 наукових робіт та 13 винаходів. Почесний громадянин міста Ряшів (Польща). Делегат XXVI з'їзду КПРС.

## Біографія
Народився 17 (30 червня) 1917 року на станції Синельникове (нині місто, Дніпропетровська область, Україна) в сім'ї залізничного техніка-шляховика Петра Андрійовича Ізотова та вчительки Надії Іуліановни урожд. Питковської. У 1932 році закінчив семирічну фабрично-заводську школу в Бердянську.
У 1932-1934 роках навчався в Запорізькому авіабудівному технікумі на будівельному факультеті, де провчився всього 2 курси — технікум в 1934 році перевели в місто Орел. Потім працював креслярем на Катерининській залізниці. У 1935 році він вступив в Запорізький інститут сільськогосподарського машинобудування, але через два роки, в 1937 році, перевівся в ЛПІ імені М. І. Калініна (енергомашинобудівний факультет, спеціальність «Автомобілі і трактори»), який закінчив у січні 1941 року з відзнакою.
Працювати почав у січні 1941 року інженером-конструктором на ленінградському авиамоторному заводі № 451, який з 1940 року починав освоювати серійне виробництво авіаційних двигунів розробки головного конструктора рибінського заводу № 26 В. Я. Клімова М-105. Навесні 1941 року він у числі інших співробітників заводу № 451 був направлений у відрядження в Рибінськ. У липні разом із заводом був евакуйований з Ленінграда на Урал. В Уфі на базі рибінського заводу № 26, ленінградських заводів № 234 та № 451 та низки інших було створено потужний об'єднаний авіамоторний завод № 26, який займався серійним випуском сімейства моторів М-105 і розробкою нових поршневих двигунів М-106, ВК-107, ВК-108, ВК-109 під керівництвом Головного конструктора В. Я. Климова і директора заводу В. П. Баландіна. З листопада 1941 року С. П. Ізотов працював інженером-конструктором серійно-конструкторського бюро підприємства. Його талант конструктора і організаторські здібності були оцінені, і в 1943 році він вже став заступником начальника СКБ С. А. Гаврилова (очолив після війни ОКБ-26). Всього в роки війни завод № 26 випустив близько 100 000 авіамоторів сімейства М-105. На цих двигунах літали винищувачі Як-1, Як-3, Як-7, Як-9, ЛаГГ-3, Пе-3, бомбардувальники Пе-2 та ін.
У 1945-1946 роках завод № 26 організував серійне виробництво одного з перших радянських турбореактивних двигунів — РД-10 на базі німецького Jumo-004.
У 1946 році ОКБ Головного конструктора В. Я. Климова було перебазоване з Уфи в Ленінград на довоєнні площі заводу № 234 (б. «Російський Рено», «Червоний Жовтень»). С. П. Ізотов в 29 років був призначений заступником Головного конструктора. Новоствореному ленінградському ОКБ заводу №466 (1947 році ОКБ було перетворено в самостійний Машинобудівний союзний завод № 117) було поставлено завдання у найкоротші терміни розробити реактивні двигуни для радянської бойової авіації. З 1946 по 1960 рік С. П. Ізотов безпосередньо керував роботами по створенню таких серійних і дослідних ВМД:
- ТРД з відцентровим компресором — РД-500 (на базі Derwent V), РД-45 (на базі Nene I), ВК-1(А), ВК-5, ВК-7 та ін (для Ла-15, Як-23, Міг-15, Міг-15біс, Міг-17, Іл-28, Ту-14Т);
- ТРДФ з відцентровим компресором — першим радянським двигуном з форсажною камерою РД-45Ф (на базі Nene II), ВК-1Ф, ВК-5Ф, ВК-7Ф;
- перший радянський ТВД ВК-2 (для літаків А. Н. Туполєва і С. В. Ільюшина);
- перший радянський ТРДДФ ВК-3 і його модифікації ВК-13 (для І-3У);
- ТРДФ з осьовим компресором ВК-15 і його модифікаціям
і іншими двигунами розробки В. Я. Климова.
Фактично завод № 117 в кінці 1940-х — початку 1950 років повністю забезпечив фронтову авіацію реактивними двигунами завдяки створенню двигунів РД-500, РД-45 і ВК-1.
В 1960 році після відходу В. Я. Климова на пенсію С. П. Ізотов був призначений відповідальним керівником і Головним конструктором заводу №117. У 1975 році на базі Заводу імені В. Я. Климова (б. № 117) і ленінградського заводу «Червоний Жовтень» (б. № 466) було утворено Ленінградське науково-виробниче об'єднання імені В. Я. Климова. С. П. Ізотов став Генеральним директором і Головним конструктором, а в 1981 році він був призначений Генеральним конструктором — Генеральним директором об'єднання.
В ОКБ С. П. Ізотова вперше в СРСР були створені спеціальні вертолітні двигуни та розроблені основні принципи регулювання турбовальних двигунів з вільною турбіною. Вперше у світі розроблено танковий ГТД, при цьому була забезпечена политопливність двигуна, який може однаково надійно працювати як на дизельному паливі, так і на авіаційному гасі. Конструкція ТРДДФ РД-33 виявилася настільки вдалою, що була скопійована Генеральним конструктором А. М. Люлькою для свого двигуна АЛ-31Ф. Загальна кількість виготовлених виробів конструкції С. П. Ізотова становить понад 100 000 двигунів і редукторів.
Для Олімпіади-80 в ЛНПО імені В. Я. Климова був розроблений олімпійський факел, який був виготовлений в кількості 6200 штук.
Колектив ЛНПО імені В. Я. Климова в період керівництва С. П. Ізотова двічі нагороджувався урядовими нагородами:
- у 1969 році — орденом Леніна за створення рухової установки 8Д419 для першої у світі балістичної ракети шахтного базування;
- у 1979 році — орденом Жовтневої Революції за створення двигуна ГТД-1000Т для першого в світі газотурбінного танка..
У 1981 році науково-технічна рада ЛНПО імені В. Я. Климова висунула С. П. Ізотова в кандидати в члени-кореспонденти АН СРСР по відділенню фізико-технічних проблем енергетики за спеціальністю «Енергетика, зокрема ядерна енергетика». Його висунення підтримали академіки і генеральні конструктори авіаційної і космічної техніки А. М. Люлька, Н. Д. Кузнєцов, П. Д. Грушин, А. Ф. Бєлов, ОКБ А. Н. Туполєва, М. Л. Миля, Н. В. Камова, Кіровський завод, ЦІАМ, ряд галузевих НДІ.
Помер 6 травня 1983 року. Похований в Ленінграді на Богословському кладовищі.

## Родина
Син С. П. Ізотова — Петро Сергійович Ізотов (28.05.1942—22.07.2008) народився в Уфі, продовжив справу батька, ставши конструктором авіаційних двигунів. Закінчив ЩПІ їм. М. В. Калініна. З 1965 року працював на Заводі імені В. Я. Климова, брав участь у розробці вузлів РРД, РД-33, танкових і авіаційних ГТД. Лауреат Державної премії РФ. Почесний авіабудівник Росії. Лауреат премій імені А. Р. Івченко (АССАД), Л. М. Міля — двічі (Федерації космонавтики Росії), В. Я. Климова і С. П. Ізотова (обидві — Заводу імені В. Я. Клімова). Нагороджений медаллю «В пам'ять 300-річчя Санкт-Петербурга» та ювілейною медаллю Державної служби авіації Росії «80 років Цивільної авіації Росії».
Помер 22 липня 2008 року. Похований у Санкт-Петербурзі на Богословському кладовищі, недалеко від С. П. Ізотова.
Онук С. П. Ізотова — Данило Петрович Ізотов (нар. 05.10.1974) народився в Ленінграді, пішов по стопах діда і батька. Закінчив СПбГАСУ (б. ЛІСІ), з 1997 року працює на Заводі імені В. Я. Климова (у н. вр. — АТ «ОДК-Клімов»), займає посаду головного спеціаліста з серійного виготовлення вертолітних двигунів ТВ3-117/ВК-2500. Лауреат премії імені С. П. Ізотова. 

## Нагороди та звання
- Герой Соціалістичної Праці (1969) — за створення рухової установки 8Д419;
- орден Леніна (1969) — за створення рухової установки 8Д419;
- орден Трудового Червоного Прапора (1957) — за створення нової авіатехніки та у зв'язку з 40-річчям;
- Ленінська премія (1978) — за створення танкового двигуна ГТД-1000Т;
- Сталінська премія першого ступеня (1949) — за створення двигуна ВК-1;
- Державна премія СРСР (1971) — за створення та освоєння в серійному виробництві спеціальних повітряних апаратів;
- медаль «За доблесну працю у Великій Вітчизняній війні 1941-1945 рр .. »;
- медаль «В пам'ять 250-річчя Ленінграда»;
- медаль «30 років перемоги у Великій Вітчизняній війни 1941-1945 рр.»;
- Заслужений діяч науки і техніки РРФСР;
- командорський хрест ордена Відродження Польщі (ПНР) — за впровадження двигуна ГТД-350 на польському заводі "PZL Rzeszów";
- почесний житель міста Ряшів (ПНР) — за розвиток радянсько-польських відносин.